# Patrick Lodewijks
Patrick Lodewijks (Eindhoven, 21 de fevereiro de 1967) é um ex-futebolista holandês, que atuava como goleiro. Atualmente é treinador de goleiros do Everton.

## Carreira

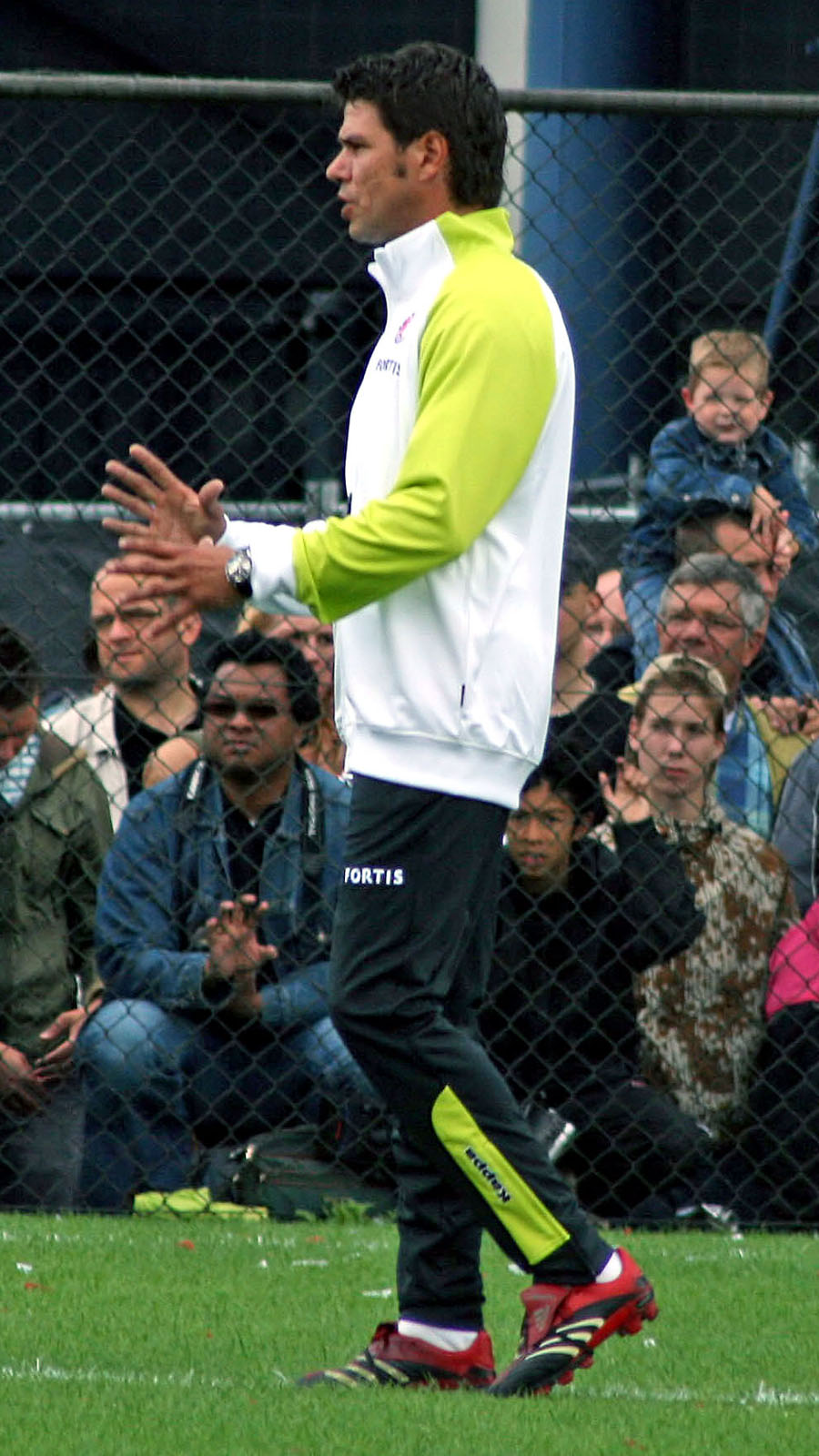
Lodewijks em 2008, como preparador de goleiros do Feyenoord.

Lodewijks jogou em apenas 3 clubes em 20 anos como atleta profissional, iniciando a carreira no PSV Eindhoven, onde permaneceu até 1989. Reserva do experiente Hans van Breukelen, atuou em apenas 11 partidas - a estreia foi em abril de 1988, contra o FC Groningen, clube onde atuaria entre 1989 e 1998, participando em 270 jogos.
Voltaria ao PSV novamente como segundo goleiro, uma vez que o titular na época era Ronald Waterreus. Na segunda passagem pelos Eindhovenaren, disputou 19 jogos. Em 2002, assinou com o Feyenoord, pelo qual jogou 74 vezes em 5 temporadas, encerrando a carreira em 2007, aos 40 anos, virando treinador de goleiros da equipe, função que exerceria até 2016, em paralelo com a Seleção Holandesa (2013–16) e também no time reserva (2014–15).
Em junho de 2016, assinou com o Everton para ser o preparador de goleiros do time inglês, que também contratara Ronald Koeman como novo treinador. Mesmo com a saída do ex-zagueiro, permanece na comissão técnica dos Toffees.

## Seleção Holandesa
Embora nunca tivesse vestido a camisa da Seleção Holandesa, Lodewijks foi pré-selecionado por Marco Van Basten na lista da Copa de 2006, tendo ficado de fora da lista definitiva de 23 jogadores - os 3 goleiros que integraram o elenco foram Edwin van der Sar, Maarten Stekelenburg e Henk Timmer.

## Links
- Beijen profile (em neerlandês)